# Братута, Александра Фирсовна
Александра Фирсовна Братута (13 ноября 1909, Волосское, Днепровский район — 25 сентября 1998, Звонецкий Хутор, Днепропетровская область) — передовик советского сельского хозяйства, свинарка колхоза имени Шевченко Солонянского района Днепропетровской области, Герой Социалистического Труда (1958).

## Биография
Родилась в 1909 году в селе Волосское (ныне в Днепровском районе Днепропетровской области). 
Подростком начала свою трудовую деятельность в колхозе в селе Звонецкий Хутор. Работала дояркой, косарем и даже пришлось помогать кузнецу. В дальнейшем трудоустроилась на ферму свинаркой. Занималась с поросятами, поднимала их, откармливала. В социалистическом соревновании неоднократно занимала призовые места. 
Указом Президиума Верховного Совета СССР от 26 февраля 1958 года за получение высоких показателей в сельском хозяйстве и рекордные показатели в животноводстве Александре Фирсовне Братута было присвоено звание Героя Социалистического Труда с вручением ордена Ленина и медали «Серп и Молот». 
Продолжала трудиться в колхозе свинаркой. Стала заслуженным ветераном колхоза имени Шевченко.    
Проживала в селе Звонецкий Хутор. Умерла 25 сентября 1998 года. Похоронена на местном кладбище.

## Награды
За трудовые успехи была удостоена:
- Медаль «Серп и Молот» (26.02.1958);
- орден Ленина (26.02.1958);
- Медаль Материнства 2-й степени;
- другие медали.